# 徐国大长公主
徐国大长公主（？—990年），宋太宗第二女。
太平兴国九年（984年），封蔡国公主，下嫁左卫将军吴元扆。淳化元年（990年），改魏国公主。十月薨逝后，谥号英惠。至道三年（997年），追封燕国长公主。景祐三年（1036年），进大长公主。元符年间改徐国大长公主。政和年间改英惠大长帝姬。